# Кодронђанос
Кодронђанос је насеље у Италији у округу Сасари, региону Сардинија.
Према процени из 2011. у насељу је живело 1226 становника. Насеље се налази на надморској висини од 366 м.

## Становништво
| 1951. | 1961. | 1971. | 1981. | 1991. | 2001. | 2011. |
| ----- | ----- | ----- | ----- | ----- | ----- | ----- |
| 1.390 | 1.184 | 1.171 | 1.141 | 1.291 | 1.281 | 1.346 |